# 联合国安全理事会第1685号决议
联合国安理会1685号决议是2006年6月13日在联合国安全理事会第5456次会议通过的。这个决议是关于中东问题的。会议由丹麦代表主持，安理会的15个国家全部投了赞成票。
决议决定将联合国脱离接触观察员部队的任职期限延长至2006年12月31日。

## 相关决议
- 联合国安理会338号决议